# Nationalekonomi

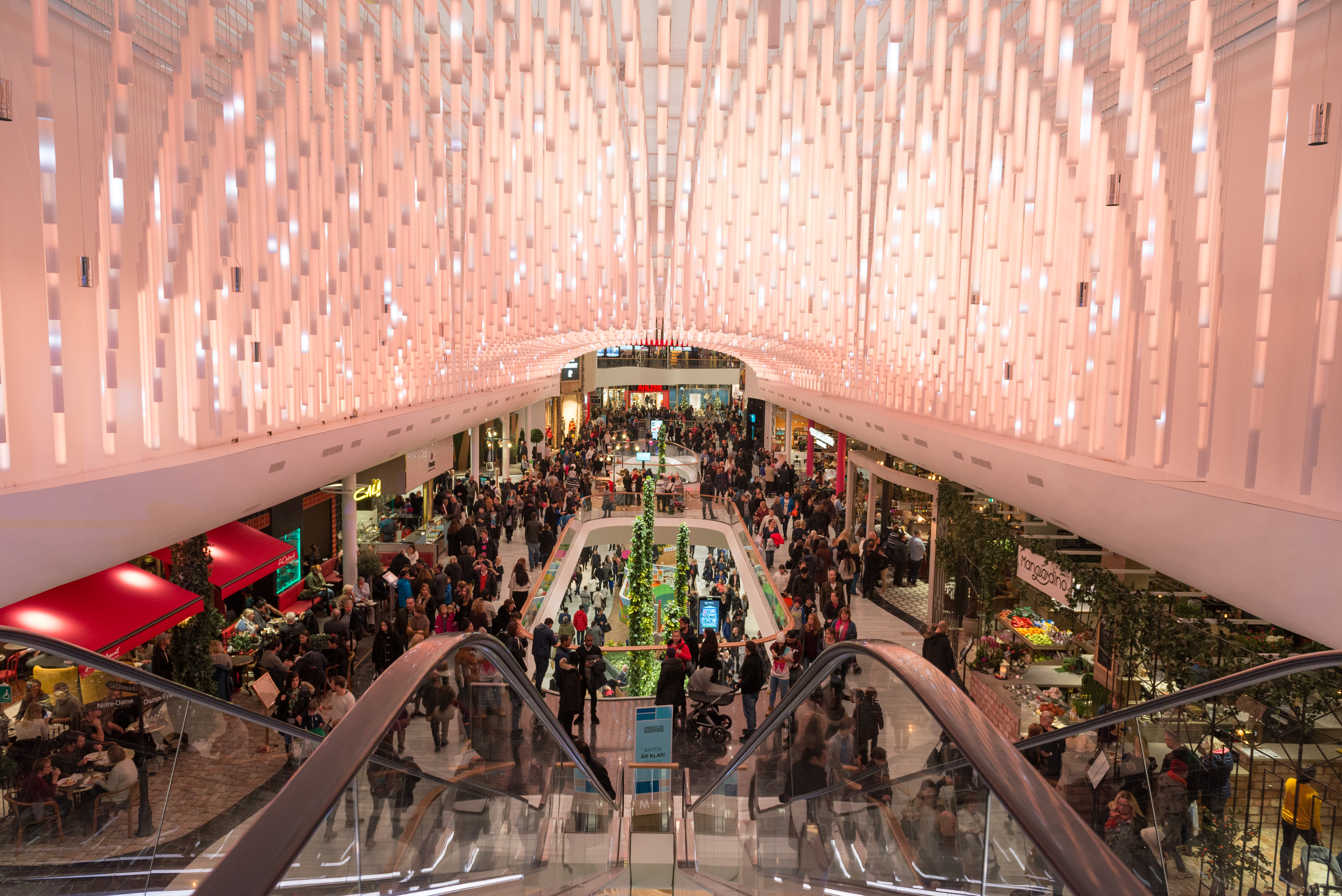
Nationalekonomer undersöker handels-, produktions- och konsumtionsbeslut, som här i en shoppinggalleria.

Nationalekonomi, ursprungligen Politisk ekonomi är en samhällsvetenskap, som studerar produktion, distribution och konsumtion av varor och tjänster. Utgångspunkten är vanligen att resurser är knappa, varför alla behov inte kan tillfredsställas med hjälp av tillgängliga resurser utan det är nödvändigt att välja. Nationalekonomin bör därför hellre definieras i termer av den metod som används för att angripa samhällsvetenskapliga problem, snarare än av de specifika frågeställningar som studeras. Dagens nationalekonomi är i stort helt dominerad av den teoribildning som brukar kallas neoklassisk nationalekonomi.
Heterodoxa nationalekonomer förkastar en eller flera av nationalekonomins grundantaganden, till följd av att man anser dessa vara en del av en förstelnad och eller politiskt motiverad ortodoxi. Ekonomikritiker går ännu längre och menar att de praktiker, axiom och tankesätt som förekommer inom ramen för "ekonomin" är ovetenskapliga och uppburna av samhälleliga (normativa) praktiker, snarare än förmenta "lagbundenheter".
Den nationalekonomiska vetenskapen studerar idag alla de arrangemang inom vilka människor söker sin utkomst och försöker tillfredsställa sina behov. Detta involverar en rad frågeställningar, inklusive samhällsorganisation, produktion, konsumtion och distribution.
Nationalekonomins olika grenar kan i stort delas in i två huvudavdelningar: Inom mikroekonomi studeras enskilda beslutsfattare såväl på produktions- som konsumtionssidan. Inom makroekonomi studeras en ekonomi som helhet med fokus på aggregerade variabler som produktion, arbetslöshet och inflation. Ett annat område som ibland räknas som en tredje huvudavdelning är internationell ekonomi, som studerar handel och kapitalflöden mellan länder.

## Etymologi och disciplinens namn
Historiskt går det att spåra nationalekonomins ur den politiska ekonomin som ännu innefattade moralfilosofiska frågor angående hur resurser bör fördelas i samhället. Den politiska ekonomins uppkomst går i sin tur att spåra ur studier beträffande moral. På engelska förekommer uttrycket political economy oftare till följd av att de anglosaxiska länderna inte aktivt var föremål för dispyten känd som Methodenstreit, där de som skulle komma att bli kåren som idag är nationalekonomer förkastade historisk kunskap som giltig. Detta i kontrast till den historiska skolan, med företrädare som exempelvis Schmoller.

### Den svenska termen
Den svenska termen nationalekonomi, som är baserad på den äldre tyska termen Nationalökonomie, kan felaktigt leda tanken till att ämnet endast behandlar ekonomi på nationell nivå; som jämförelse kan nämnas att ämnesnamnet på engelska är economics. De flesta nationalekonomer är dock sysselsatta med mikroekonomi, medan en minoritet ägnar sig åt makroekonomiska frågeställningar. Vissa svenska nationalekonomer har framfört åsikten att en annan beteckning på ämnet, såsom "samhällsekonomi" eller "ekonomik", vore önskvärd för att undvika missförstånd.
En alternativ beteckning på nationalekonomi är samhällsekonomi, som ämnet officiellt hette på Socialhögskolorna.

## Områden inom nationalekonomi
Nationalekonomin består av flera studieområden, där de mest centrala är mikroekonomi och makroekonomi. Det går vidare att skilja mellan positiv- och normativ ekonomi; den förra utger sig endast för att beskriva empiriska sakförhållanden och samband, medan den senare inkluderar värderingar om vad som bör göras.

Ett teoretiskt förhållande mellan pris, kvantitet, utbud och efterfrågan i en sorts stiliserad (neoklassisk) kapitalism, som befinner sig i ett teoretiskt jämviktstillstånd.

### Mikroekonomi
Inom mikroekonomin studeras enskilda aktörer i ekonomin. Centrala begrepp är nytta, pris, efterfrågan, utbud och jämvikt.

### Makroekonomi
Inom makroekonomin studeras ekonomin som helhet. Fenomen som studeras är arbetslöshet, konjunkturer, ekonomisk tillväxt och inflation.

### Övriga områden
- Internationell ekonomi (ses ofta som en del av makroekonomin)
- Tillväxtekonomi (del av makroekonomin)
- Monetär ekonomi (del av makroekonomin)
- Offentlig ekonomi
- Arbetsmarknadsekonomi
- Utvecklingsekonomi
- Välfärdsekonomi (del av mikroekonomin)
- Finansiell ekonomi

## Centrala teorier, problem och begrepp
Det neoklassiska perspektivet är den rådande teoribildningen inom nationalekonomin. Exempelvis hävdade Douglass North år 1993 i samband med att en kollega erhöll Sveriges Riksbanks pris i ekonomisk vetenskap till Alfred Nobels minne, att det vore att överge nationalekonomin som vetenskap att ha något annat perspektiv, än just det neoklassiska.
Några problem som har studerats inom nationalekonomin genom tiderna är: Vad skapar värde? Vad avgör en varas pris? Varför uppstår inflation och arbetslöshet? Hur bör företag och konsumenter agera för att vara rationella? Vilken effekt har olika former av skatter? Vad påverkar export och import? Svaret på dessa och en mängd andra frågor har resulterat dels i heltäckande ekonomiska förklaringsmodeller och dels i mer specificerade teorier. Teorierna grundar sig i ett antagande om en ekonomiskt rationell människa vilket kritiseras av vissa eftersom alla människor inte är helt rationella.
Några begrepp inom dagens nationalekonomi är också ständigt återkommande: marginalnytta, marginalkostnad, marginalintäkt, indifferenskurva, utbud och efterfrågan, pris, inflation, deflation, valuta, komparativa fördelar och konjunktur. Definition och innebörd av dessa och andra begrepp har gett upphov till diskussion från nationalekonomins födelse.
Arbetsvärdeteorin säger att en varas (sociala, ej materiella) värde är relaterat till den mängd arbete av samhällelig genomsnittsarbetstakt som krävts för att producera den. Denna syn på vad som avgjorde varors bytesvärde dominerade i den klassiska nationalekonomin. Senare kom flertalet ekonomer att se på marginalnytteteorin som överlägsen. Andra teorier är bytesteori och penningteori.

## Historia

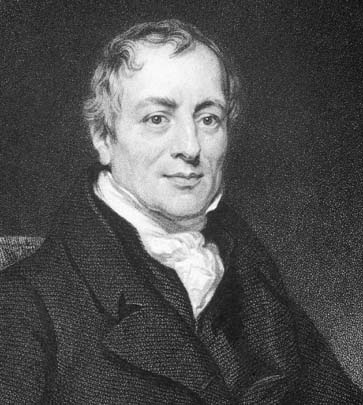
Den klassiske ekonomen David Ricardo (1772-1823).

Nationalekonomi anses ofta ha grundats som modern akademisk disciplin av Adam Smith år 1776. Det är därmed en av de äldre samhällsvetenskaperna. Ekonomiskt tänkande hade dock förekommit långt innan dess. Platon utvecklade redan under antiken en teori om att arbetsfördelningen leder till högre effektivitet, en tanke som Adam Smith skulle komma att bli känd för långt senare. Aristoteles berörde i sina verk Politiken  och Etiken, frågan om den avtagande marginalnyttan som skulle komma att stå i centrum för neoklassikernas marginalistiska synsätt.[källa behövs] Aristoteles var också den förste att formulera distinktionen mellan varors bruksvärde och bytesvärde. Bruksvärdet är det värde som ett ting har i egenskap av sin användbarhet; bytesvärdet är det värde som det har i egenskap av att kunna bytas mot andra ting. 1741 blev Anders Berch Nordens första nationalekonomiska professor, i ekonomilagfarenhet och statsekonomi, vid Uppsala universitet.[källa behövs]
Även i Bibeln förekommer stycken med ekonomiskt innehåll. Att ta ränta förbjuds exempelvis i Femte Moseboken. Detta var en tanke som skolastikerna under medeltiden förde vidare och som fick stora samhälleliga konsekvenser vad gäller lagstiftning kring ränteupptagande. Karaktäristiskt för det ekonomiska tänkandet under antiken fram till skolastikerna var den nära kopplingen mellan moraliska och ekonomiska resonemang. Något som lever vidare än i våra dagar.
Det fanns i huvudsak två viktiga ekonomiska tankeströmningar mellan skolastikerna och den moderna nationalekonomins uppkomst med Adam Smith: merkantilismen och fysiokratin. Merkantilismen hade sin storhetstid från början av 1500-talet till slutet av 1700-talet, och var mer en allmän tendens hos dåtidens ekonomer än en enhetlig ekonomisk lära. Man betonade vikten av en positiv handelsbalans, man skulle exportera så mycket som möjligt och importera så lite som möjligt. Ett lands rikedom mättes i mängden guld och silver. Därför var det önskvärt att få exportvarorna betalda i guld- och silvermynt.

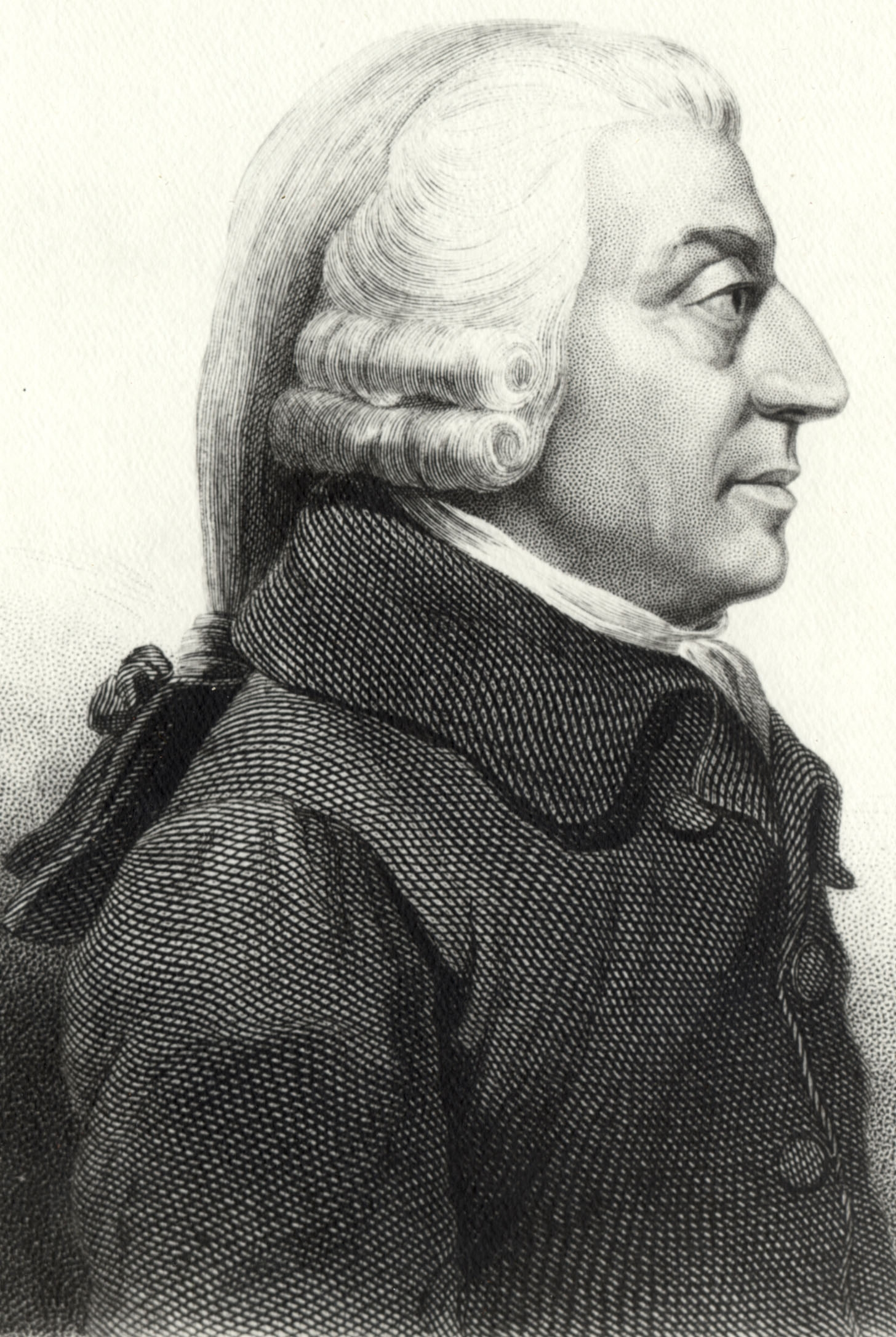
Adam Smith (1723-1790) anses vara grundaren till den moderna nationalekonomin.Men hans teoribildning betraktas idag som heterodox.

Fysiokratin kan tydligare avgränsas i historien på grund av lärans mer sammanhållna karaktär. Man brukar ange 1756 som fysiokratins födelseår och 1777 som dess död. Fysiokraterna samarbetade flitigt, gav ut en egen tidskrift och höll regelbundna sammankomster. Centralt för deras uppfattning var att jordbruket var den enda produktionssektorn som kunde öka ett lands välstånd. De vände sig mot merkantilisternas stöd till "steril" industriell produktion och export. En ledande gestalt inom fysiokratin var fransmannen François Quesnay.
År 1776 publicerades Adam Smiths epokgörande verk An Inguiry into the Nature and Causes of the Wealth of Nations (delvis översatt till svenska 1909-1911 med titeln Folkens välstånd), vilket skulle lägga grunden till den klassiska politiska ekonomin. Smith betonade vikten av arbetsfördelning och frihandel, men orade sig för att människor till slut skulle göra meningslösa uppgifter. Han har blivit känd för sitt omnämnande av den "osynliga handen" som matchar ihop utbud och efterfrågan, eller produktion och konsumtion, på ett effektivt sätt. (Den s.k osynliga handeln är dock en ytterst marginell företeelse i Smiths teoribildning, som inte omnämns mer än ett par gånger.) För att detta ska ske krävs dock en så fri marknad som möjligt, utan alltför vittomfattande statlig intervention. En av Smiths mest berömda efterföljare var engelsmannen David Ricardo. Han lade grunden för tänkandet kring komparativa fördelar (även kallat relativa fördelar) och applicerade det på utrikeshandeln. Om varje land specialiserade sig på sina relativa fördelar, det man mest effektivt producerar, så kommer alla länder att tjäna på att handla med varandra. Karl Marx kritiserade senare de förment kvasireligiösa historiskt specifika antagandena vilka ligger till grund för det kapitalistiska produktionssättet, bland annat utifrån Ricardo och Smith.

## Nationalekonomiska skolor

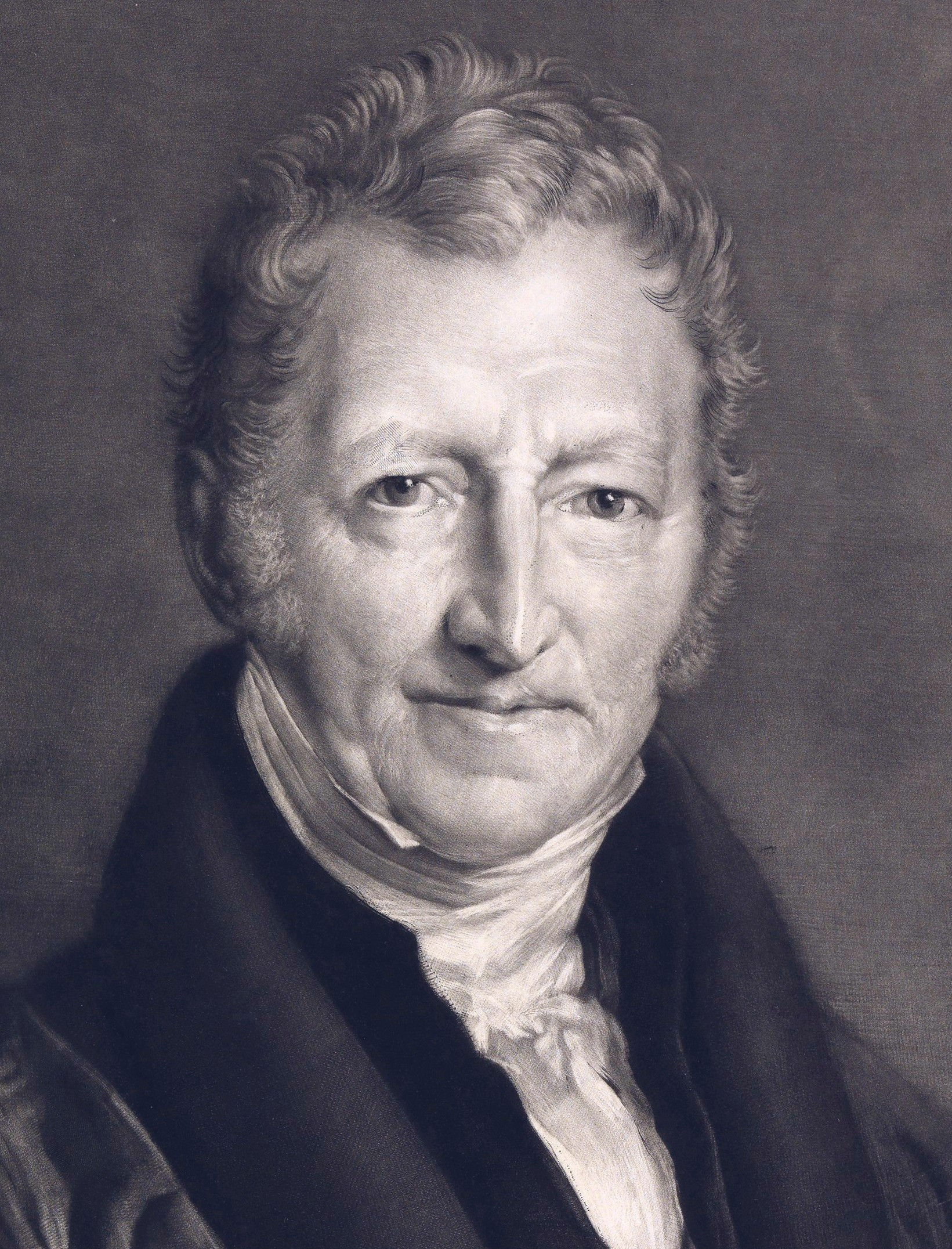
Thomas Robert Malthus (1766-1834) skrev om överbefolkning.

Genom historiens gång har olika nationalekonomiska skolor existerat. Den metodologi som idag dominerar nationalekonomisk vetenskap kan sägas ha sitt ursprung i den neoklassiska skolan under slutet av 1800-talet, men har sedan utvecklats och förändrats kraftigt.

### Klassisk nationalekonomi
Adam Smith brukar kallas för nationalekonomins fader med sitt ovannämnda arbete Folkens välstånd från 1776. Vad som blivit mest berömt, trots att smith blott nämner det en handfull gånger i boken, är den så kallade "osynliga handen" som "fördelar resurser" så effektivt som möjligt trots att alla människor handlar till sin egen fördel. Smith ansåg att den enskilt mest centrala faktorn till hög produktivitet var arbetsdelningen; inom företaget, mellan företag och mellan länder.

Ett par klassiker var förutom Smith också Jean-Baptiste Say, Thomas Robert Malthus, David Ricardo, Robert Torrens, Edward West, John Ramsay McCulloch, Nassau William Senior, Anders Chydenius, James Mill och dennes son John Stuart Mill.
Karaktäriserande för den klassiska nationalekonomin är en liberal syn på ekonomin. Man trodde på att samhällsekonomin fungerade bäst om den i stort sett lämnades ifred och dess mekanismer tilläts. Man intresserade sig för nationalproduktens fördelning genom de tre produktionsfaktorerna jord, arbete och realkapital, vilka resulterade i lön, jordränta och vinster. Ytterligare ett typiskt drag var synen på priserna som bestämda av produktionskostnaderna.

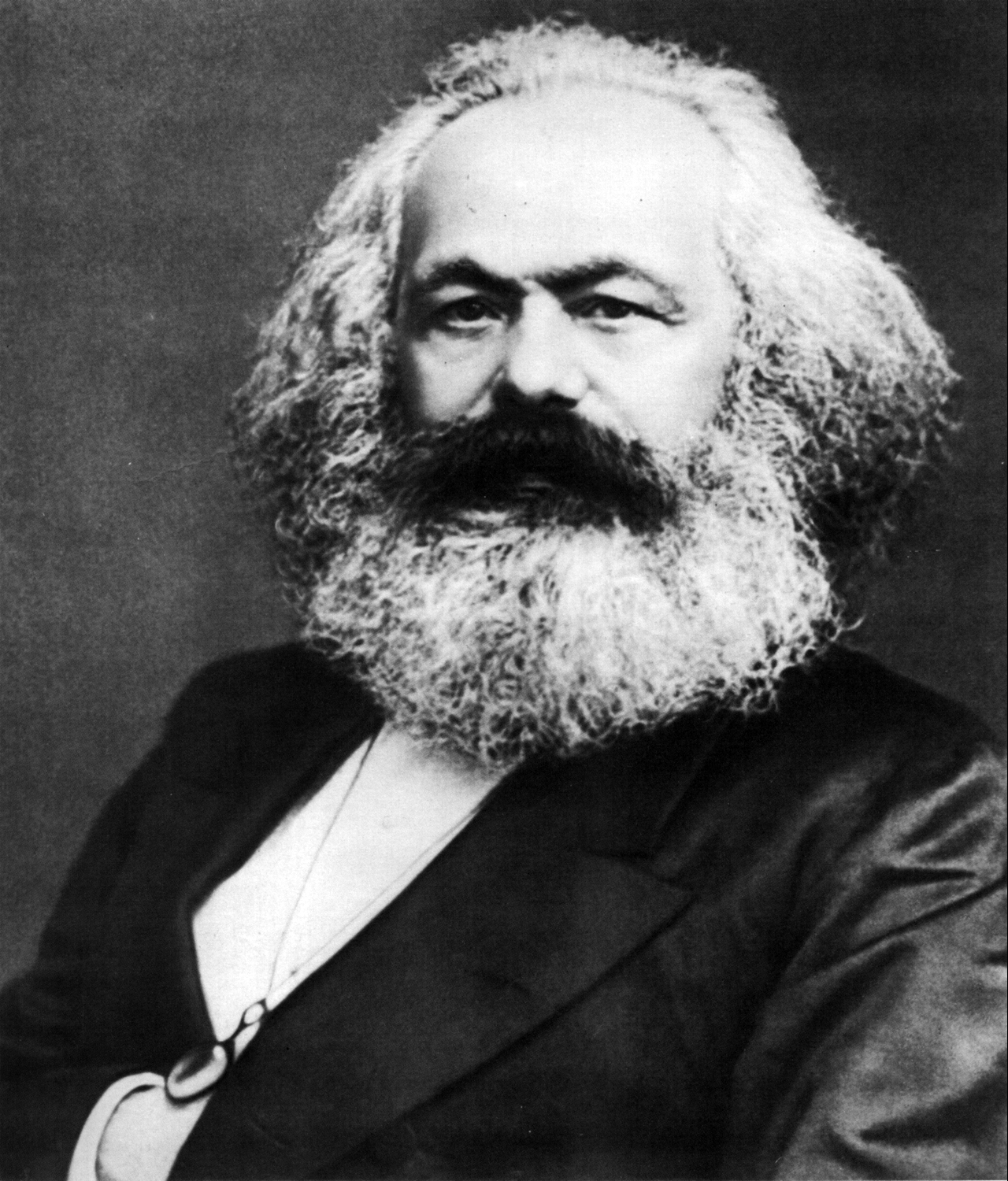
Karl Marx (1818-1883) kritiserade det kapitalistiska produktionssättets grundvalar i sin ekonomikritik

### Marxistisk ekonomi
Marxistisk ekonomi kallas de ekonomiska teorier som inspirerats av eller härstammar från Karl Marx.

Under 1800 och merparten av 1900-talet talet lästes Marx enligt den strikt empiristiska linjen i hans verk, och därför utlästes felaktigt, en förment transhistoriskt giltig arbetsvärdeslära. Således kom fokus att ligga på mervärdesexploatering, istället för de historiskt specifika sociala kategorier vilka var föremål för Marx ekonomikritik. Varpå exempelvis ensidigt fokus på exempelvis kapitalismens ständigt återkommande överproduktionskriser blev centralt istället för en kritik av produktionssättets centrala kategorier. Marx kritiserade kapitalismens immanent kontradiktoriska natur, och menade alltså att tendensen såg ut som hos tidigare produktionssätt i historien, och därav troligt skulle ersättas av ett nytt ekonomiskt produktionssätt. Den marxianska ekonomiska teoribildningen är kritisk mot det kapitalistiska produktionssättet, således saknar den i stort inflytande i de samtida kapitalistiska samhällena, och de som sysslar med Marxiansk teoribildning är således, heterodoxa ekonomer. Marx "ekonomi" konstituerar alltså ingen teori om hur kapitalismen ska förvaltas, utan är en kritik av själva produktionssättet som sådant. Det är en kritik av den politiska ekonomin, vilket också är undertiteln till hans magnum opus, Kapitalet.

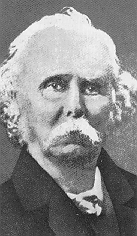
Alfred Marshall (1842-1924) räknas som en av den moderna nationalekonomins grundare.

### Neoklassisk nationalekonomi
Den neoklassiska nationalekonomins begynnelseår brukar anges vara 1870. En annan benämning på skolan är marginalism på grund av skolans centrala placering av marginalistiska resonemang. Det som avgör huruvida en konsument ska köpa ett äpple är dennes marginalnytta av äpplet. Med andra ord, det som är avgörande för konsumentens beslut är inte i första hand hur många äpplen denne redan har, utan snarare vilken ytterligare nytta eller tillfredsställelse som den tror sig kunna få av ännu ett konsumerat äpple. Samma slags resonemang kan användas i andra situationer som företags anställning av personal eller beslut om produktionsmängd.
Några centrala neoklassiska ekonomer är William Stanley Jevons, Carl Menger, Léon Walras och Alfred Marshall. Senare utvecklades teorin av bland andra Joan Robinson, Edward Chamberlin, Vilfredo Pareto och Paul Samuelson.
Den neoklassiska nationalekonomin har under 1900-talet varit, och är i samtiden närmast det ensidigt dominerande perspektivet inom nationalekonomin. Douglas C. North, som fått Sveriges Riksbanks pris i ekonomisk vetenskap till Alfred Nobels minne, har bland annat hävdat "Att överge den neoklassiska teorin är att överge nationalekonomin som vetenskap."

### Andra skolor
- En inriktning med en mer sociologisk ansats är den institutionalistiska skolan. Denna skolbildning räknas dock som heterodox. Den har sina rötter i den amerikanska pragmatismen inom filosofin och menar att ekonomi inte kan studeras som ett slutet system, utan måste innefatta samhällets alla institutioner för att kunna bli begriplig. Thorstein Veblen kan sägas vara denna skolas fader och bland mer moderna företrädare för denna skola kan nämnas ekonomipristagare som Daniel Kahneman, Thomas Schelling, Gunnar Myrdal, och Herbert Simon.
- Den österrikiska skolan fortsätter att vara en inspirationskälla för marknadsliberaler, även om den idag inte inkluderas i mainstream-litteraturen utan snarare förekommer inom ramen för heterodox ekonomi.
- Två makroekonomiska skolor som stod i konflikt med varandra främst från 1960- till 1980-talet är keynesianism och monetarism. Keynesianismen har uppkallats efter John Maynard Keynes och den monetaristiska synen har framför allt förknippats med Milton Friedman.
- Feministisk ekonomi är ett forskningsområde där ekonomin studeras med feministisk utgångspunkt.

## Kritik av påstådd vetenskaplighet
Kritik av nationalekonomin har kommit både från de egna leden, men även från ekonomhistoriker och heterodoxa ekonomer. Kritiken har bland annat rört att nationalekomer har antaganden som inte är empiriskt verifierbara respektive är historielösa i sina antaganden. Men kritik har även kommit från ekonomikritiker som menar att ekonomin och dess påstådda lagbundenheter snarare är uppburna av normativa praktiker, och metafysiskt tänkande, snarare än att det rör något "vetenskapligt" och "absolut".
Fältet har också upprepade gånger kallats pseudovetenskap, såväl i populärkultur, bland annat av Strindberg, respektive inom akademin.

## Nationalekonomins neutralitet

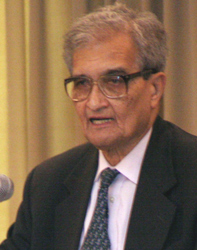
Amartya Sen (1933-) har kritiserat antaganden om en värdeneutral nationalekonomi.

Inom nationalekonomi, liksom i all samhällsvetenskap, är objektivitet svårare att säkerställa eller definiera jämfört med situationen inom exempelvis naturvetenskap. Nationalekonomin strävar efter att tydliggöra vilka antaganden som gjorts och därefter redogöra för hur dessa leder fram till en given slutsats. Genom en sådan tydlighet kan läsaren lättare bilda sig en uppfattning om analysen är relevant för ett aktuellt problem.
Moderna nationalekonomer framhåller ofta att ämnet är så pass brett och öppet och personer med många olika typer av bakgrunder ryms. Vissa nationalekonomer menar att man lyckats skapa en "objektiv" vetenskap, medan andra ofta heterodoxa ekonomer ifrågasätter denna slutsats. Exempelvis Amartya Sen har pekat på en rad egenskaper hos nationalekonomin som gör att dess värderingsfrihet är ett ouppnåeligt ideal. Några exempel på sådana egenskaper är att ekonomiska modeller med nödvändighet bygger på förenklade antaganden som varierar beroende på vad man anser vara centralt att ta hänsyn till och att även själva tolkningen av forskningsresultaten beror på vilka värderingar uttolkaren har. Denna senare ståndpunkt var den svenske ekonomen Gunnar Myrdal en av de första att formulera. Sen har även han kritiserat idealet om en nationalekonomi utan moraliska värderingar. Sen har argumenterat för att denna ståndpunkt är ohållbar och skadlig, både för nationalekonomin och för moralfilosofin, som skulle tjäna på att befatta sig med ekonomiska frågor i högre grad. Sen har lagt ned mycket arbete på att visa hur moraliska värderingar ofrånkomligen är inbyggda i ekonomins matematiska modeller.
Eklund menar att nationalekonomin överhuvudtaget inte bör sträva efter att vara en "objektiv vetenskap". Han hänvisar bland annat till det faktum att det skulle innebära att forskarna skulle sträva efter total likgiltighet inför de problem som man undersöker.

## Utvärdering av ämnets kvalitet vid svenska lärosäten
Högskoleverket presenterade i april 2012 resultatet av utvärdering av 45 utbildningsprogram inom nationalekonomi vid svenska högskolor och universitet. Utvärderingen baserades på kvalitetsbedömning av självständiga arbeten (examensarbeten och uppsatser) samt bedömning av i hur hög grad utbildningarnas kursinnehåll uppfyller högskoleverkets krav på lärandemål. En av utbildningarna, Luleå Tekniska Universitet, bedömdes ha mycket hög kvalitet, 29 hög kvalitet och 14 bristande kvalitet, som måste åtgärdas för att lärosätet ska få behålla examinationsrätten.